# Trematoda
I Trematodi (Trematoda) sono una classe di vermi  appartenente al phylum dei Platelminti (Platyhelminthes), lunghi pochi centimetri, con corpo appiattito o cilindrico.
Sono tutti parassiti e hanno ventose o uncini con cui aderiscono all'ospite, possono dividersi in monogenei e digenei, a seconda che il loro ciclo vitale da parassiti si completi all'interno di uno o due ospiti. La specie più nota è Fasciola hepatica.

## Anatomia e fisiologia
Come tutti i Platelminti, i Trematodi sono acelomati ed aprocti.
Sono più o meno tutti endoparassiti. Si ritiene derivino da progenitori simili agli attuali rabdocelidi (turbellari con cavità rettilinea). Sono ermafroditi con sviluppo indiretto, hanno cioè lo stadio larvale.
Rispetto ai turbellari presentano delle modificazioni strutturali:
- perdita delle ciglia epiteliali
- maggiore sviluppo di cellule ghiandolari
- presenza di strutture che permettono al parassita di aderire all'ospitante (ventose, uncini o entrambe le cose)
- perdita degli occhi.

## Sistematica
- Sottoclasse Aspidogastrea (Aspidogastri)
- Sottoclasse Digenea (Digenei)